# 農林高等学校
農林高等学校（のうりんこうとうがっこう）とは、主に農業、林業についての専門技術や知識を習得するために「農業に関する学科」のうち、農業系の学科と林業系の学科が併置されている高等学校のことである。一般的には、学校の名称に「農林高等学校」の語が含まれているものを指す。農業高等学校の一種とされることもある。

## 日本の農林高等学校

### 青森県
- 青森県立五所川原農林高等学校

### 宮城県
- 宮城県小牛田農林高等学校
- 宮城県柴田農林高等学校
- 宮城県柴田農林高等学校川崎校

### 秋田県
- 秋田県立鷹巣農林高等学校（2013年3月閉校）

### 福島県
- 福島県立会津農林高等学校

### 群馬県
- 群馬県立勢多農林高等学校

### 東京都
- 東京都立農林高等学校（2009年3月閉校）

### 神奈川県
- 神奈川県立吉田島農林高等学校（2009年3月閉校後、神奈川県立吉田島総合高等学校が新たに開校）

### 新潟県
- 新潟県立加茂農林高等学校

### 福井県
- 福井県立福井農林高等学校

### 山梨県
- 山梨県立農林高等学校

### 長野県
- 長野県下高井農林高等学校

### 岐阜県
- 岐阜県立岐阜農林高等学校
- 岐阜県立加茂農林高等学校

### 愛知県
- 愛知県立安城農林高等学校
- 愛知県立猿投農林高等学校

### 三重県
- 三重県立久居農林高等学校

### 鳥取県
- 鳥取県立智頭農林高等学校

### 島根県
- 島根県立松江農林高等学校
- 島根県立出雲農林高等学校

### 佐賀県
- 佐賀県立伊万里農林高等学校 （2021年3月閉校）

### 宮崎県
- 宮崎県立日南農林高等学校（2011年3月閉校）

### 鹿児島県
- 鹿児島県立伊佐農林高等学校

### 沖縄県
- 沖縄県立北部農林高等学校
- 沖縄県立中部農林高等学校
- 沖縄県立南部農林高等学校
- 沖縄県立八重山農林高等学校
- 沖縄県立宮古農林高等学校（2009年3月閉校）

## おもな設置学科
多くの農林高等学校で設置されている学科には、次のようなものがある。
- 農業科
- 林業科